# Ligue de diamant 2011 - saut en hauteur féminin
Le concours du saut en hauteur féminin de la Ligue de diamant 2011 se déroule du 15 mai au 16 septembre 2011. La compétition fait successivement étape à Shanghai, Rome, New York, Lausanne, Birmingham et Monaco, la finale ayant lieu à Bruxelles peu après les Championnats du monde de Daegu.

## Calendrier
| Date              | Meeting                     | Ville      | Pays        |
| ----------------- | --------------------------- | ---------- | ----------- |
| 15 mai 2011       | Golden Grand Prix           | Shanghai   | Chine       |
| 26 mai 2011       | Golden Gala                 | Rome       | Italie      |
| 11 juin 2011      | Meeting de New York         | New York   | États-Unis  |
| 30 juin 2011      | Athletissima                | Lausanne   | Suisse      |
| 10 juillet 2011   | Aviva Birmingham Grand Prix | Birmingham | Royaume-Uni |
| 22 juillet 2011   | Meeting Herculis            | Monaco     | Monaco      |
| 16 septembre 2011 | Mémorial Van Damme          | Bruxelles  | Belgique    |

## Résultats
| Date | Meeting    | 1er                         | 1er   | 2e                                                                       | 2e    | 3e                                           | 3e    |
| --- | ---------- | --------------------------- | ----- | ------------------------------------------------------------------------ | ----- | -------------------------------------------- | ----- |
| 15 mai 2011 | Shanghai   | Blanka Vlašić 1,94 m (WL)   | 4 pts | Nadezhda Dusanova 1,90 m (SB) Vita Styopina 1,90 m Zheng Xingjuan 1,90 m | 2 pts | —                                            | 1 pt  |
| 26 mai 2011 | Rome       | Blanka Vlašić 1,95 m (WL)   | 4 pts | Levern Spencer 1,92 m                                                    | 2 pts | Mélanie Melfort 1,92 m (SB)                  | 1 pt  |
| 11 juin 2011 | New York   | Emma Green 1,94 m (MR)      | 4 pts | Blanka Vlašić 1,90 m                                                     | 2 pts | Sheree Francis 1,82 m Mélanie Melfort 1,82 m | 1 pt  |
| 30 juin 2011 | Lausanne   | Anna Chicherova 1,95 m      | 4 pts | Svetlana Shkolina 1,90 m Vita Styopina 1,90 m                            | 2 pts | -                                            | 1 pt  |
| 10 juillet 2011 | Birmingham | Blanka Vlašić 1,99 m        | 4 pts | Anna Chicherova 1,99 m (SB)                                              | 2 pts | Emma Green 1,90 m                            | 1 pt  |
| 22 juillet 2011 | Monaco     | Blanka Vlašić 1,97 m        | 4 pts | Doreen Amata 1,92 m                                                      | 2 pts | Mélanie Melfort 1,89 m                       | 1 pt  |
| 16 septembre 2011 | Bruxelles  | Anna Chicherova 2,05 m (MR) | 8 pts | Yelena Slesarenko 1,96 m                                                 | 4 pts | Ebba Jungmark 1,93 m                         | 2 pts |
| Records et Performances - AR : Record continental (area record) - CR : Record des championnats (championship record) - MR : Record du meeting (meet record) - NR : Record national (national record) - OR : Record olympique (olympic record) - PR : Record paralympique (paralympic record) - PB : Record personnel (personal best) - SB : Meilleure performance personnelle de la saison (season's best) - WL : Meilleure performance mondiale de l'année (world leader) - WJR : Record du monde junior (world junior record) - WR : Record du monde (world record) Circonstances et Conditions - DNF : N'a pas terminé (did not finish) - DNS : N'a pas pris le départ (did not start) - DQ : Disqualification (disqualification) - NM : Aucun essai valable enregistré (No Mark) - Q : Qualifié « directement » au prochain tour (ou à la prochaine compétition), lors d'une compétition majeure, grâce au classement ou à la réalisation des minima (automatic qualifier) - q : Qualifié au prochain tour (ou à la prochaine compétition), lors d'une compétition majeure, grâce au repêchage ou à la réalisation de l'une des meilleures performances parmi celles des « non qualifiés directement » (grâce au meilleur temps ou à la meilleure distance par exemple) (secondary qualifier) |            |                             |       |                                                                          |       |                                              |       |

## Classement général
- Classement final[1] :

| Rang | Athlète           | Points |
| ---- | ----------------- | ------ |
| 1    | Blanka Vlašić     | 18     |
| 2    | Anna Chicherova   | 14     |
| 3    | Yelena Slesarenko | 4      |
| 4    | Mélanie Melfort   | 3      |
| 5    | Ebba Jungmark     | 2      |
| 6    | Svetlana Shkolina | 2      |